# Æthelberht
Æthelberht ist ein angelsächsischer männlicher Personenname. 
Es handelt sich bei dem Namen um eine altenglische Variante von Adalbert.

## Varianten
- Æthelbert
- Æþelberht
- Æðelbriht
- Æðelbyrht
- Æþelbeorht

Im anglo-amerikanischen Sprachraum ist heute Ethelbert die gebräuchliche Schreibweise.
Weitere Varianten: siehe Adalbert

## Namensträger
- Æthelberht (Kent), König von Kent (560–616)
- Æthelberht (Hwicce), König der Hwicce (vor 706–?)
- Æthelberht II., König von Kent (725–762)
- Æthelberht (Sussex), König von Sussex (fl. 733/757)
- Æthelberht I. (East Anglia) (auch Alberht), König von East Anglia (749–?)
- Æthelberht (York), Erzbischof von York (767–780)
- Æthelberht II. (East Anglia), König von East Anglia (779?–794)
- Æthelberht (Whithorn), Bischof von Whithorn (777–789), Bischof von Hexham (789–797)
- Æthelberht (Dux) Dux von Wessex (um 840–854)
- Æthelberht (Wessex), König von Wessex (860–865)